# Norbert Rohringer
Pour les articles homonymes, voir Rohringer.
Norbert Rohringer, né le 9 avril 1927 à Vienne (Autriche) et mort le 30 juillet 2009 à Hambourg (Allemagne), est un acteur autrichien.

## Filmographie partielle

### Au cinéma
- 1933 : Rayon de soleil (Sonnenstrahl) : ein Jung
- 1936 : Seine Tochter ist der Peter
- 1939 : Antoine le magnifique (Anton, der Letzte)
- 1940 : Der Sündenbock : Christian Hartwig
- 1941 : Ma vie pour l'Irlande : Rory Kennedy
- 1941 : Jakko : Jakko
- 1941 : Heimaterde
- 1942 : Der Fall Rainer : Peter Lechner
- 1943 : Der Ochsenkrieg : (non terminé)
- 1943 : Liebesgeschichten : Werner - 16 Jahre
- 1943 : Symphonie d'une vie (Symphonie eines Lebens) : Konrad Melchior
- 1943 : Die Wirtin zum Weißen Röß'l : Pikkolo Franzl
- 1943 : Kollege kommt gleich : 1. Pikkolo
- 1944 : Die Hochstaplerin : Kurt, Page
- 1944 : Das war mein Leben : Kurt
- 1945 : Wir beide liebten Katharina
- 1945 : Ein Mann wie Maximilian : Fips Holten
- 1945 : Freunde : Guido, 14 jährig